# Remise de dette en droit civil français
En droit des obligations, la remise de dette est l'acte par lequel le créancier libère volontairement le débiteur de tout ou partie de sa dette, alors même qu'il n'a pas obtenu ce qui lui était dû. Cette remise suppose l'accord du débiteur par contrat, et peut se fonder sur une intention libérale, ou sur une remise partielle qui sert les intérêts du créancier.

## La notion de remise de dette
La remise de dette est souvent rapprochée de la renonciation, lesquelles forment pourtant deux actes juridiques distincts. En effet, la renonciation est un acte juridique unilatéral abdicatif du créancier, alors que la remise de dette est un contrat entre le créancier et le débiteur. Le droit français impose l'accord du débiteur par défiance des actes unilatéraux.
La remise de dette, ainsi que ses conditions d'application, sont définies aux articles 1350, 1350-1 et 1350-2 du Code Civil : "La remise de dette est le contrat par lequel le créancier libère le débiteur de son obligation".

## L'utilité de la remise de dettes
La remise de dette est le plus consentie dans une volonté de gratuité. Cependant, la remise de dette peut être partielle, ou constituer l'élément d'un ensemble plus vaste. Ainsi, la remise de dette consentie dans le cadre d'une transaction trouve sa cause dans les autres éléments de la transaction, et présente alors un caractère onéreux.
La remise de dette peut également s'insérer dans une procédure judiciaire de redressement, lorsqu'une personne physique ou morale est en état de cessation de paiement. Le juge incite les créanciers à consentir à des remises de dettes, pour diminuer le passif du débiteur et assurer un paiement partiel des dettes. L'enjeu de ces remises de dettes réside dans l'application de l'article 1350-2 du Code civil, qui dispose que la remise de dette du débiteur profite à ses cautions.
Dans un premier temps, la jurisprudence a refusé l'application de l'article 1350 aux remises de dettes consenties dans ce contexte. Selon la Cour de cassation, ces remises de dettes participent à la nature judiciaire du plan, et ne peuvent donc pas être assimilées à des remises de dettes conventionnelles. Cependant, un arrêt récent accepte la libération des cautions dans le cadre d'une procédure judiciaire.

## Le régime de la remise de dettes

### Les conditions de validité
Les conditions classiques de validité des contrats sont ici applicables, sauf lorsque la remise de dette est effectuée par un acte unilatéral comme le testament (qui nécessite l'accord du débiteur).

#### Le consentement
Aucune formalité particulière n'est requise, et la remise de dettes peut même résulter d'une volonté tacite mais certaine du créancier. La loi va attacher à la remise de dette une présomption de libération. Le consentement du débiteur peut résulter de son silence, car la remise de dette est souvent consentie dans l'intérêt du débiteur.

#### La capacité
La capacité à disposer à titre gratuit et à recevoir est exigée. Dans le cadre d'un couple marié sous le régime de la communauté de biens, la remise de dette doit être autorisée par les deux époux. Préalablement à la procédure collective, il existe une période suspecte au cours de laquelle certains actes gratuits peuvent être annulés. Cependant, la remise de dette insérée dans une transaction est consentie à titre onéreux (v. supra).

### La preuve
Le droit commun de la preuve, et notamment l'article 1341 du Code civil, est applicable à la remise de dettes. Le Code civil reconnaît une présomption de libération du débiteur en cas de remise de titre de la créance par le créancier. Celui-ci se dessaisit de son mode de preuve, et ne pourra plus demander le paiement de la créance.
Le débiteur est libéré selon une présomption irréfragable lorsque le créancier remet un acte sous seing privé, car il se dessaisit du seul mode de preuve dont il dispose. Cette libération ne peut intervenir lorsque le créancier remet une copie d'un acte sous seing privé. À l'inverse, la libération est présumée être simple lorsque le créancier remet un acte authentique, puisqu'il s'agit en réalité de la remise de la grosse (la minute étant conservée chez le notaire).

### Les effets
La remise de dette emporte un effet principal, l'extinction de la dette avec ses accessoires, et la libération subséquente du débiteur, et un effet secondaire, la libération de la caution.

#### Effets sur la pluralité de débiteurs
La remise de dette emporte des effets différents selon la volonté du créancier. La remise de dette consentie à un codébiteur concerne la dette, et vaut pour tous les codébiteurs, selon une règle supplétive de volonté. La remise de dette profite aux codébiteurs mais ne les dessert pas. En revanche, la remise de dette sur un lien ne vaut que pour le seul débiteur concerné. L'insolvabilité d'un autre codébiteur se répartit sur alors sur tous les codébiteurs, même celui qui est déjà libéré.

#### Effet sur la caution
Selon l'article 1350-2 du Code civil, la remise de dette profite à la caution, qui est l'accessoire de la dette qui disparaît.